# Онор Фелл
Онор Фелл (1900—1986) — британська вчена в галузі клітинної біології.

## Біографія
Народилася в селі Фоуторп поблизу Файлі в Йоркширі, у родині відставного полковника та архітекторки, була дев'ятою та наймолодшою дитиною в родині. Її старшим братом був військовий інженер Луїс Фредерік Радстон Фелл.
Навчалася в Вичвудській школі в Оксфорді, у Мадраській школі, а потім в Единбурзькому університеті.
Була ученицею з Томаса Стренджвейза, а після його смерті 1927 року очолила його лабораторію.

## Науковий внесок
Здійснила великий внесок у дослідження ревматоїдного артриту.

## Пам'ять
2015 року в Оксфорді на будівлі Вичвудської школи було відкрито меморіальну табличку на честь Онор Фелл.
Премія Онор Фелл вручається молодим дослідникам у галузі клітинної біології Товариством клітинних біологів Великої Британії.

## Наукові праці
- Strangeways, T. S. P., & Fell, H. B. (1926). Experimental studies on the differentiation of embryonic tissues growing in vivo and in vitro.—II. The development of the isolated early embryonic eye of the fowl when cultivated in vitro. Proceedings of the Royal Society of London. Series B, Containing Papers of a Biological Character, 100(703), 273-283.
- Strangeways, T. S. P., & Fell, H. B. (1927). A study of the direct and indirect action of X-rays upon the tissues of the embryonic fowl. Proceedings of the Royal Society of London. Series B, Containing Papers of a Biological Character, 102(713), 9-29.
- Fell, H. B., & Robison, R. (1929). The growth, development and phosphatase activity of embryonic avian femora and limb-buds cultivated in vitro. Biochemical Journal, 23(4), 767.
- Chambers, R., & Fell, H. B. (1931). Micro-operations on cells in tissue cultures. Proceedings of the Royal Society of London. Series B, Containing Papers of a Biological Character, 109(763), 380-403.
- Fell, H. B., & Canti, R. G. (1934). Experiments on the development in vitro of the avian knee-joint. Proceedings of the Royal Society of London. Series B-Biological Sciences, 116(799), 316-351
- Fell, H. B. (1957). The effect of excess vitamin A on cultures of embryonic chicken skin explanted at different stages of differentiation. Proceedings of the Royal Society of London. Series B-Biological Sciences, 146(923), 242-256